# Lösning (kemi)

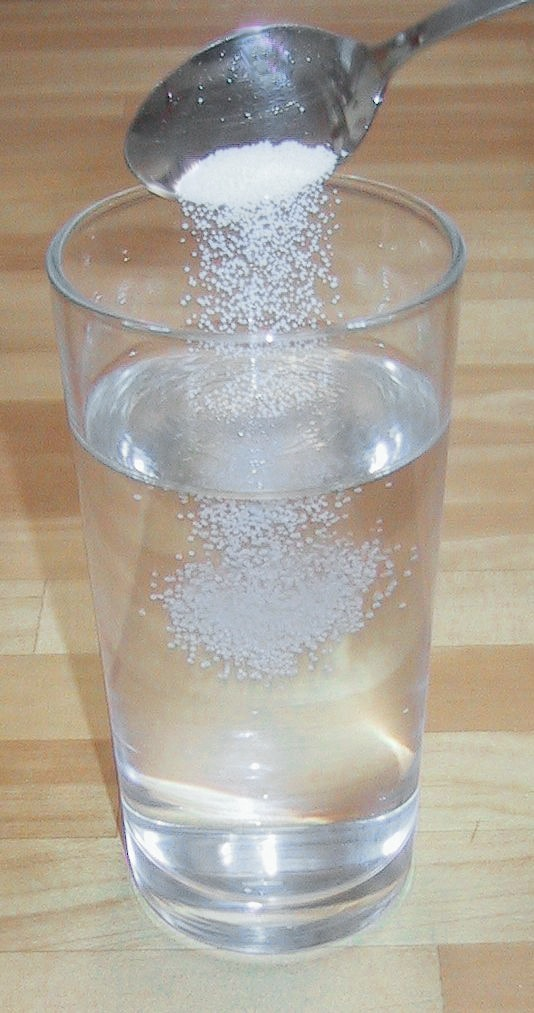
Salt löses upp i vatten

En lösning är en homogen blandning av två eller flera ämnen. Blandningen utgör en fas. I sådana blandningar kan man inte urskilja beståndsdelarna (grekiska: homos, samma; genos, slag, art). En fas kallas lösning om dess sammansättning kan ändras kontinuerligt inom vissa gränser utan att  homogeniteten går förlorad.
Det ämne som återfinns i störst mängd benämns lösningsmedel. Vanligt kända exempel på lösningar är när fasta ämnen löses i vätskor (såsom natriumklorid (koksalt) i vatten), även om också flytande ämnen och gaser kan lösas i vätskor. Det senare är livsnödvändigt för vattenlevande organismer eftersom de behöver tillgång till syre eller koldioxid. Även fasta ämnen och gasformiga ämnen kan vara lösningsmedel. Ett vardagligt exempel på fasta lösningar är en legering som är en homogen blandning av metaller.
En vanlig uppfattning är att en lösning innebär att de ingående ämnena fortfarande är desamma som tidigare, det vill säga att de inte bildar en kemisk förening. I många fall bildas dock instabila kemiska föreningar mellan de ingående ämnena. Sålunda leder blandandet av en syra och vatten till att syran protolyseras och att oxoniumjoner bildas.

## Lika löser lika
Lika löser lika är en populär minnesregel för lösningsmedel. Polära lösningsmedel löser andra polära ämnen bra, under förutsättning att de inte bildar en stabil kemisk förening med varandra. De starkaste polära lösningsmedlen är smälta jonföreningar, därefter kommer små polära molekyler som vatten och etanol. När två smälta salter blandas bildas nya jonbindningar och vätskorna är fullt blandbara med varandra. Detta utnyttjas vid tillverkningen av glas där de stelnade salterna bildar en homogen massa.
När däremot natriumklorid löser sig i vatten uppstår jon-dipolbindningar mellan saltets joner och de polära vattenmolekylerna. Jonerna omges av lösningsmedlets molekyler, och sägs vara solvatiserade (hydratiserade om lösningsmedlet är vatten). Detta gör att det går åt flera vattenmolekyler att lösa varje jon och lösligheten blir begränsad.
Regeln syftar på de intermolekylära bindningarna som förekommer mellan molekylerna hos två lösningsmedel. Ifall bindningarna är lika, löses de. Vatten går dock inte att lösa med oljor, eftersom vattenmolekylerna är polära och oljor är opolära. Polära molekyler går inte att lösa med opolära molekyler.

## Lösningars koncentration
Beroende på proportionerna mellan lösningsmedlet och det upplösta ämnet får man lösningar med olika koncentration. Särskilt viktigt är detta inom biokemi.

### Koncentration i förhållande till celler
En isoton lösning har samma koncentration lösliga partiklar som celler i lösningen. Vätskan i cellerna står i osmotisk jämvikt med den omgivande lösningen. Om celler placeras i en lösning som inte är isoton, kommer koncentrationsskillnaden att utjämnas genom osmos.
En hypoton lösning innehåller en lägre koncentration lösliga partiklar än en isoton lösning. Om normala celler placeras i lösningen kommer vatten att strömma in i cellen och cellens koncentration av ämnen sänks. Risk föreligger att cellen expanderar så mycket att den spricker.
En hyperton lösning innehåller en högre koncentration lösliga partiklar än en isoton lösning. Om normala celler placeras i lösningen kommer vatten att strömma ut ur cellen varvid cellen skrumpnar ihop och cellens koncentration av ämnen höjs. För att jämna ut salthalten får till exempel fiskar kissa ut överflödigt salt. Detta är en mycket energikrävande process vilket medför att en hyperton fisk ofta är mindre än samma art i ett hypotont klimat. Hypertona fiskar förekommer oftast i bräckt vatten.[källa behövs]

### Mättnad
Mättnad är ett begrepp som beskriver hur stor mängd av ett ämne som maximalt kan lösa sig i ett lösningsmedel vid givet förhållande (temperatur, tryck med mera).  Vid varje möjlig temperatur har varje lösningsmedel kapacitet att lösa upp en viss mängd av ett visst ämne. Man kan till exempel inte lösa hur mycket socker som helst i en viss volym vatten. Till slut kvarstår en bottensats av olöst socker hur mycket man än rör om. Man säger att lösningen är mättad. Den punkt där detta inträffar kallas mättnadspunkten. Oftast ligger mättnadspunkten högre för varma lösningar än för kalla. Värmer man en mättad sockerlösning kan den lösa mer socker. Socker och många andra ämnen löser sig nämligen lättare i varmt än i kallt vatten. Man kan se exempel på detta när man sätter socker till kaffe eller te.
En omättad lösning är en blandning där koncentrationen av ett ämne ej uppnått så hög halt att den slutat lösas upp. Exempelvis så kan man hälla socker i vatten och röra om. Fram till att det inte ligger ett lager socker så kallas vattnet omättat. Vad man kan göra för att det som ska lösas ska bli omättad är att värma upp allting.
En övermättad lösning är en lösning som innehåller mer av ett löst ämne än vad lösningen egentligen borde kunna innehålla. Detta kan ske när ett lösligt ämne hälls i ett varmt lösningsmedel och sedan när lösningen svalnat inte klarar att kristallisera ut. Ett vanligt exempel på detta är i handvärmare: i påsarna finns natriumacetat och vatten, och när man värmer påsen löses natriumacetatet i vattnet och en ganska mättad lösning bildas. När sedan påsen kyls ner så kan natriumacetatet inte kristallisera ut ur lösningen eftersom det inte finns något att bygga kristaller på, den blir då övermättad. När man så knäpper på en metallplatta börjar kristaller av natriumacetat att bildas och detta frigör värme, som kan användas för att få värme.
Om två lösta ämnen reagerar med varandra kan den nya blandningen få en mättnadspunkt som avviker från utgångsämnenas mättnadspunkter. Om borsyra och borax löses i vatten samtidigt kommer denna blandning få en mättnadspunkt som är markant högre än mättnadspunkten för borsyra respektive borax.